# Melle (België)

Ligging van de voormalige gemeente Melle binnen het arrondissement Gent in de provincie Oost-Vlaanderen

Melle is een dorp in de Belgische provincie Oost-Vlaanderen en een deelgemeente van Merelbeke-Melle. Melle ligt net ten zuidoosten van de provinciehoofdstad Gent en wordt doorkruist door de Ringvaart en de rivier de Schelde. De deelgemeente telt ruim 10.800 inwoners, die Mellenaars worden genoemd. De patroonheilige is net als die van de kerk Sint-Martinus van Tours. Op oudere wapenschilden van de voormalige gemeente staat Sint-Martinus afgebeeld.

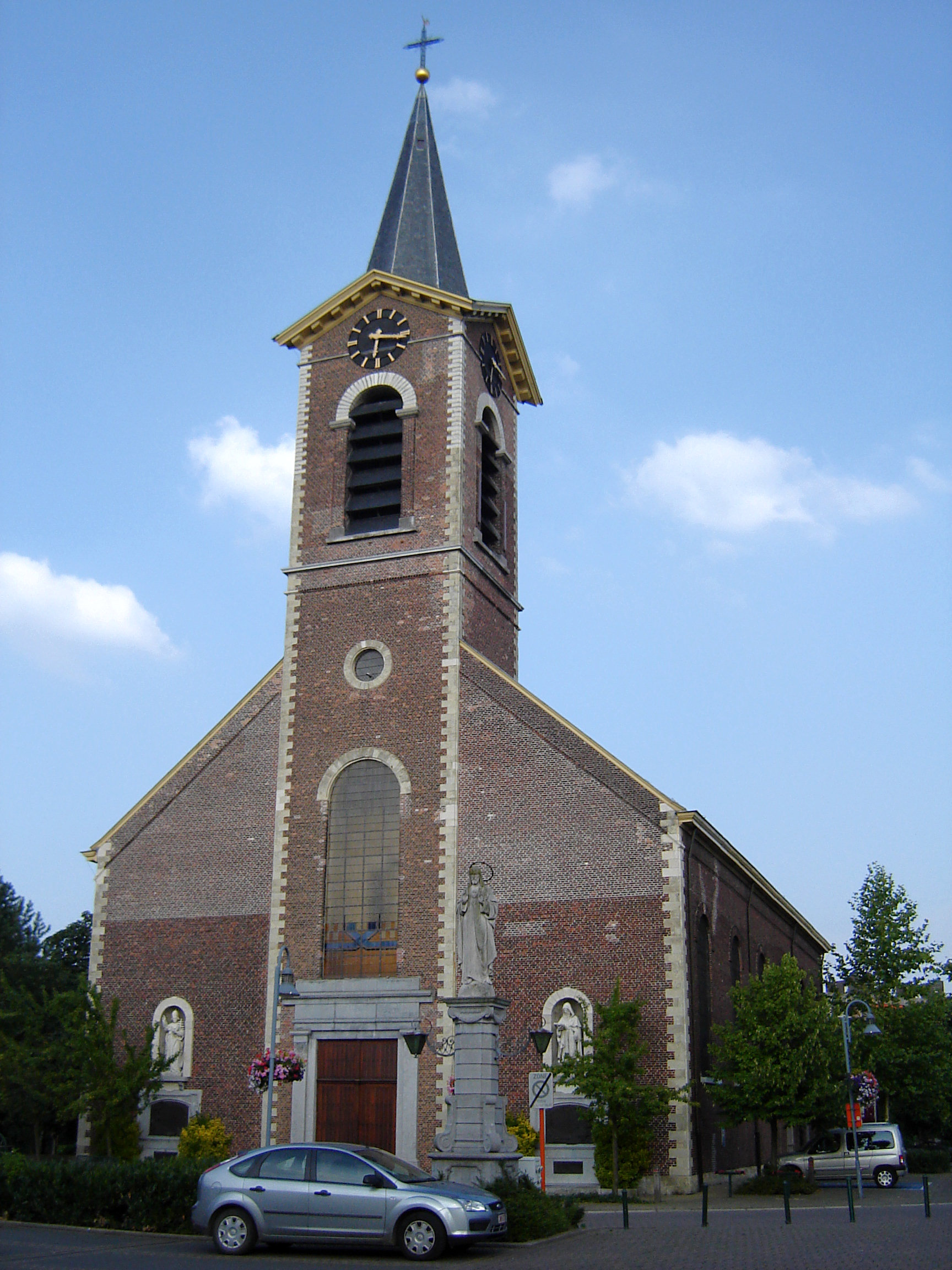
Sint-Martinuskerk

## Geschiedenis
Op het grondgebied van Melle werden overblijfselen gevonden uit de prehistorie en de Romeinse tijd. De oudste vermelding is van omstreeks 830, als villa Millinio, een persoonsnaam. Een kerk zou er toen al geweest zijn.
In 1214 huwde Hildegardis van Melle met Rudolf van Schelderode en zo werd de heerlijkheid Melle toegevoegd aan het Land van Rode, onderdeel van het Land van Aalst. Eind 14e eeuw ging de heerlijkheid over op het geslacht van Drongen. Het kasteel waar de heren zetelden verviel in de 16e en 17e eeuw en er kwam een boerderij voor in de plaats, die later ook verdween.
Sedert het laatste kwart van de 19e eeuw ontwikkelde zich in Melle de sierbloementeelt.
Het monument voor de Franse vlootmariniers herdenkt de actie van deze Franse soldaten tijdens de Eerste Wereldoorlog. Negen van de Franse Vlootfuseliers sneuvelden in Melle, twee raakten gewond en zouden later overlijden in Gent.
Op 1 januari 2025 fusioneerde de gemeente Melle met de zuidelijke buurgemeente Merelbeke tot de nieuwe gemeente Merelbeke-Melle.

### Paaldorp
In 1903 vond Jozef Maertens de Noordhout, bij het graven van de waterbassins, aan de spoorlijn Gent-Brussel, gegraven ten behoeve van de stoomtreinen, en op de plaats van het vroegere kasteel van de heren van Melle, eiken palen. Deze palen moeten hoogst waarschijnlijk toegewezen worden aan een primitief verdedigingssysteem gebouwd door de vroegste heren van Melle of hun voorgangers, maar Jozef Maertens dacht, ten onrechte, dat hij de resten van een neolithisch paaldorp had gevonden. Zo ontstond de hardnekkige fabel van het Melse paaldorp. In een akte uit 964 over de bezittingen van de Sint-Pietersabdij verschijnt Melle in de geschreven geschiedenis: “… in loco qui vocatur Mella ecclesiam unam cum appendiciis terris et in Olfna mansum unum super fluvium Scaldum …..” Vertaald: “ … in de plaats die Melle genoemd wordt, een kerk met de aanpalende gronden, en in Olfene een hoeve bij de Schelde, … .” Het Olfene aan de Schelde waarvan hier sprake ligt ook in Melle, op de plaats van het gewezen goed Ter Olfene en de Olfkenskouter, aan de Zwaanhoek, ongeveer waar nu de Tuinbouwschool ligt. Volgens een andere akte schonk Ermengardis de opbrengsten van een hof, met al landbouwgronden, bossen, velden en weiden, en iedereen die er woont, gelegen in Olfene aan de Schelde aan de Sint-Pietersabdij. Deze schenking zou gebeurd zijn in het jaar 797. Dit Olfene is een oude woonkern, waarschijnlijk even oud als Melle zelf, maar die zich niet tot dorp ontwikkelde.

## Kernen
In het noorden van Melle ligt de verstedelijkte wijk Vogelhoek die aansluit op de Gentse wijk Moscou en de Merelbeekse wijk Flora, verder zijn er nog een paar kleinere wijken zoals Den Appelhoek, Park ten Hove, het Lammeken, den Dries, het Zigeunershol, de Kalverhaeghe en de Spijker.

## Gegevens van de voormalige gemeente (tot 2024)
De fusiegemeente Melle had slechts één deelgemeente; bij de fusie van 1977 werd de gemeente Gontrode opgeheven en bij Melle gevoegd in kader van de wet van 23 juli 1971 betreffende de samenvoeging van gemeenten en de wijziging van hun grenzen. 

### Deelgemeenten
|   | Naam          | Opp. (km²) | Inwoners (2020) | Inwoners per km² | NIS-code |
| - | ------------- | ---------- | --------------- | ---------------- | -------- |
| 1 | Melle (I)     | 12,49      | 10.825          | 867              | 44040A   |
| 2 | Gontrode (II) | 2,85       | 986             | 346              | 44040B   |

De toenmalige fusiegemeente Melle grensde aan volgende deelgemeenten:
| - a. Heusden (Destelbergen) - b. Wetteren - c. Gijzenzele (Oosterzele) - d. Landskouter (Oosterzele) | - e. Lemberge (Merelbeke) - f. Merelbeke - g. Gentbrugge (Gent) |

### Kaart

Melle, deelgemeenten en buurgemeenten.

## Bezienswaardigheden
- De Sint-Martinuskerk

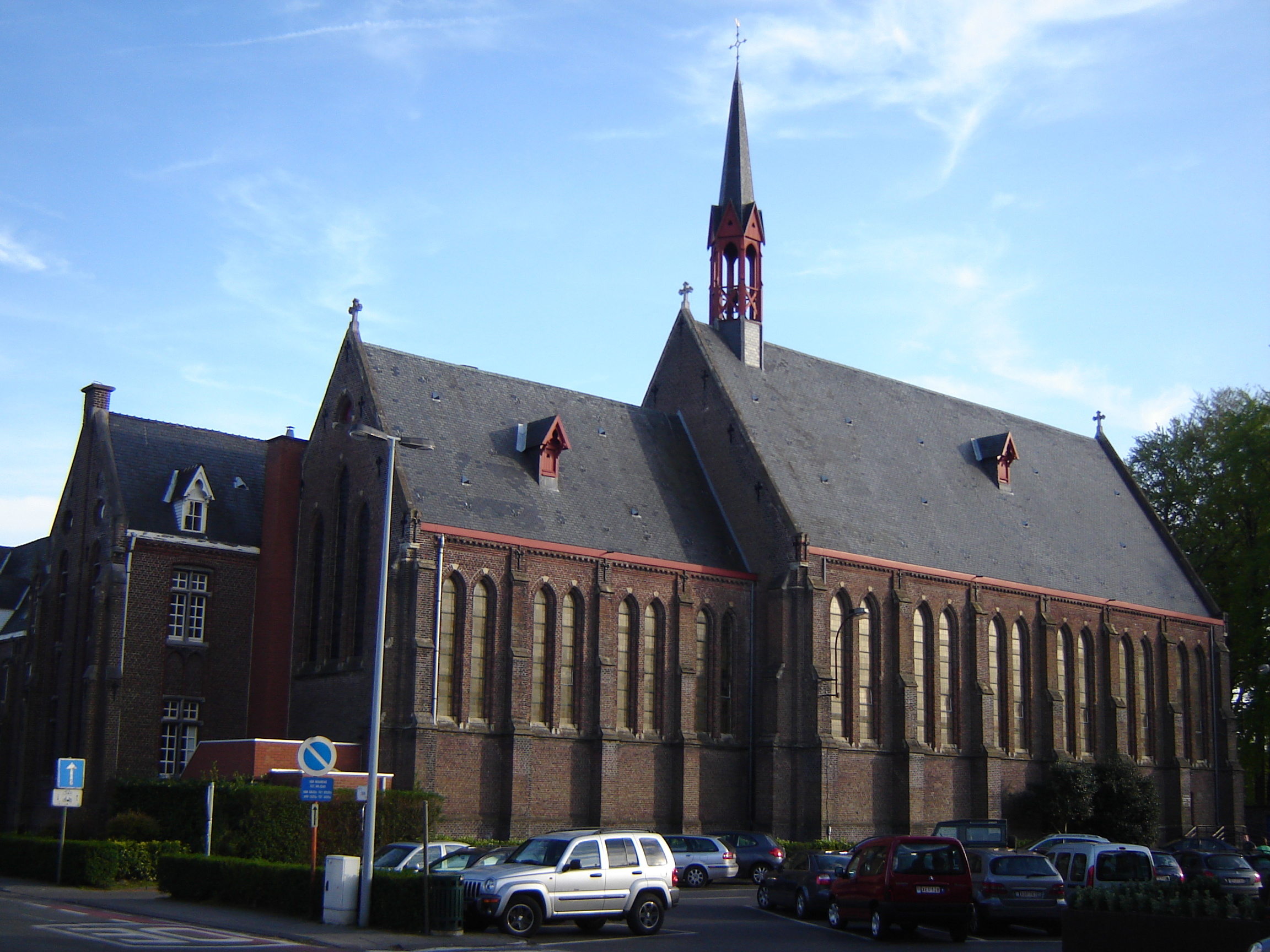
Onze-Lieve-Vrouw Onbevlektkerk in Melle-Vogelhoek

- De Onze-Lieve-Vrouw-Onbevlekt-Ontvangenkerk
- Het Jozefietenklooster aan de Brusselsesteenweg
- Het Psychiatrisch ziekenhuis Caritas
- Het Sint-Franciscusinstituut
- Het Kasteel de Bueren
- Het Kasteel de Potter d'Indoye
- Het Kasteel Coppens aan de Brusselsesteenweg
- Het Kasteel Steevliet aan de Heusdenbaan
- Het Kasteel Ter Linden
- Het Kasteel De Varens
- Het Kasteel Pycke de ten Aerde
- De schandpaal op het Gemeenteplein
- De Brouwerij Huyghe
- Het Gemeentelijk Museum Melle waarin het verleden van Melle en de Melse beeldhouwer Jules Vits worden belicht
- De watertoren, 53 meter hoog
- Het Station Melle, gelegen aan het Gemeenteplein, is het oudste bakstenen spoorwegstation van België en werd op 9 juni 2004 geklasseerd als beschermd monument.
- Het Lieveke, een beeld van de Melse beeldhouwer Jules Vits.
- De poëzie- rotonde, Zeven grote arduinplaten, alle dragers van een gedicht, staan in een cirkel opgesteld. In het hart van deze "poëzie- rotonde" prijkt een arduinen vrouwenfiguur van beeldhouwer Stefaan Ponette.
- Op het dorpsplein vind je, zoals in vele gemeenten het Heilig Hart van Jezus, uitgebeeld met een standbeeld op het kerkplein rechtover de Sint-Martinuskerk. Die devotie stamt van na de wapenstilstand van de Eerste Wereldoorlog.

## Natuur en landschap
Het sterk verstedelijkte Melle ligt aan de Schelde en aan de Gentse Ringvaart. Het wordt doorsneden door infrastructuur zoals enkele spoorlijnen en autowegen. De Gondelbeek, ook Molenbeek genoemd, stroomt vanuit het zuiden en vloeit bij Melle in de Schelde. Melle ligt op een hoogte van ongeveer 10 meter.

## Verkeer
Op 22 september 1837 werd de lijn Gent-Mechelen en het station in Melle in gebruik genomen. Deze lijn werd een van de belangrijkste omdat zowel internationale, directe als stoptreinen en goederentreinen over het grondgebied van Melle denderden. De aanleg van het vormingsstation van Merelbeke (deels gelegen op het grondgebied van Melle) was verantwoordelijk voor het goederenvervoer. Toen al werd de spoorwegmaatschappij verplicht te zorgen voor alternatieve reiswegen om de overlast op de lijn door Melle tegen te gaan. Omwille van dit vormingstation werden de wijken Vogelhoek, Flora en Moscou overvloedig gebombardeerd in september 1943 en april en mei 1944 om de bevoorrading van de Duitse troepen te bemoeilijken en aldus de landing op Normandië mogelijk te maken.
Door de openstelling van de lijn Melle-Luttre in 1867 werd Melle een belangrijk spoorknooppunt. De "nieuwe lijn" Gent-Brussel werd op 1 juni 1923 in gebruik genomen. Pas na de wereldoorlogen kon men de spoorwegen verder moderniseren door de aanleg van geëlektrificeerde lijnen die in 1961 in Melle een feit werden. Op 18 maart 1992 stortte de brug over de Schelde in waarbij de chauffeur van een tankwagen mee in de rivier terecht kwam en omkwam.
Het station Kwatrecht ligt op de grens tussen Wetteren en Melle en is dus bruikbaar voor het zuidelijkste deel van Melle aan de Brusselsesteenweg. Het ligt op de lijnen Gent-Mechelen en Gent-Aalst.
Op de terreinen van het vroegere rangeerstation Melle startte de NMBS in juni 2014 met de bouw van een nieuwe polyvalente werkplaats, de Polyvalente werkplaats Melle. Hier worden de treinen onderhouden, hersteld en schoongemaakt. Op 30 maart 2019 stelde de spoorwegmaatschappij de werkplaats open voor het publiek.

## Kunst en cultuur
Het Kunst en Vormingscentrum Ovenveld in Melle vond haar oorsprong in een archeologisch experiment uitgevoerd door de Heemkundige Vereniging De Gonde in de zomer van 1987. Toen werd een staande Romeinse aardewerkoven gereconstrueerd en men liet deze eveneens met goed resultaat functioneren. Onder impuls van heel wat keramisten startte voornoemde vereniging in 1988 op een gemeentelijk terrein (gelegen op een gedeelte van de site van de in 1579 verwoeste burcht van de heren van Melle, Cortrosine genaamd) met een permanent centrum voor keramiek. De materiële infrastructuur bood meteen ook ruimte aan mensen die actief waren op het vlak van de beeldhouwkunst. Zo werden er heel wat monumenten gecreëerd die hun weg vonden naar diverse publieke ruimten in Vlaanderen en Nederland. In de loop der jaren werden er tevens heel wat kortlopende cursussen georganiseerd. Velen vonden hun weg naar het Ovenveld. De nieuw aangelegde weg kreeg zelfs de naam Ovenveldstraat. Ook vandaag kan elke geïnteresseerde er terecht voor permanente vorming inzake beeldhouwkunst, keramiek of ambachtelijk pottendraaien. Workshops worden georganiseerd in samenwerking met de dienst Cultuur.

## Instituten
- Het College van de paters Jozefieten, gesticht in 1837 door kanunnik Constant Van Crombrugghe staat bekend in heel het land. Hier was het dat verschillende Belgische en Internationale bekendheden school liepen die minder aan hun trekken kwamen in de klassieke humaniora (vb. Anthony De Clerk, Cédric Van Brantegem, broer van Koningin Mathilde). Dit college was de eerste school in België waar een handelswetenschappelijke richting en een industrieelwetenschappelijke richting werd ingericht. De allereerste bedoeling van de stichter was dan ook niet een contemplatieve kloosterorde op te richten, of een school die voorbereidde op het seminarie maar een school die voorbereidde op een carrière in de industrie. Hier was het dat in 1863 de eerste voetbal op het Europese vasteland rolde, meegebracht door een Iers student. Het was ook een van de eerste scholen met een openluchtzwembad.[5]
- Tuinbouwschool: In Kasteel Piers de Raveschoot - een 18e-eeuws kasteel gelegen in een prachtige Engelse landschapstuin - gevestigd Rijksinstituut, thans Gemeenschapsschool, voor sierplantenteelt. Men kan er ook doorstromen tot tuin- en landschapsarchitect.
- Hogeschool Gent: Afdelingen Tuinarchitectuur, Agro-en Biotechnologie & Landschapsbeheer
- Sint-Franciscusinstituut : gemengde school die kleuterklas, lagere school en middelbaar (bijna alle richtingen) aanbiedt.
- ORSI (OLV Robotic Surgery Institute): Het eerste Europese trainingsinstituut waar chirurgen een opleiding in de robotchirurgie kunnen volgen. Voor het ORSI werken het Onze-Lieve-Vrouwziekenhuis in Aalst en de Universiteit Gent samen.

## Demografie

### Demografische ontwikkeling voor de fusie

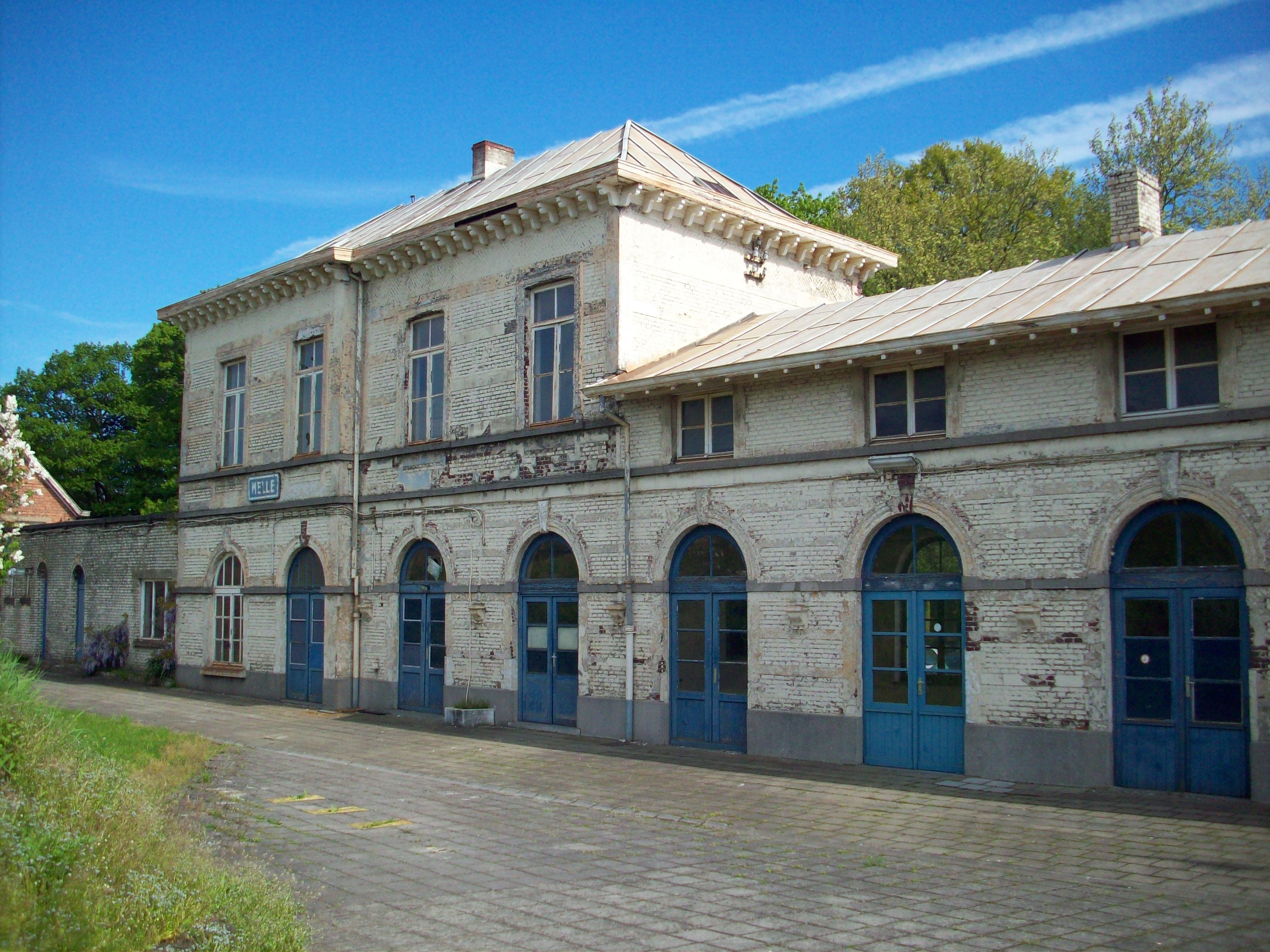
Station Melle

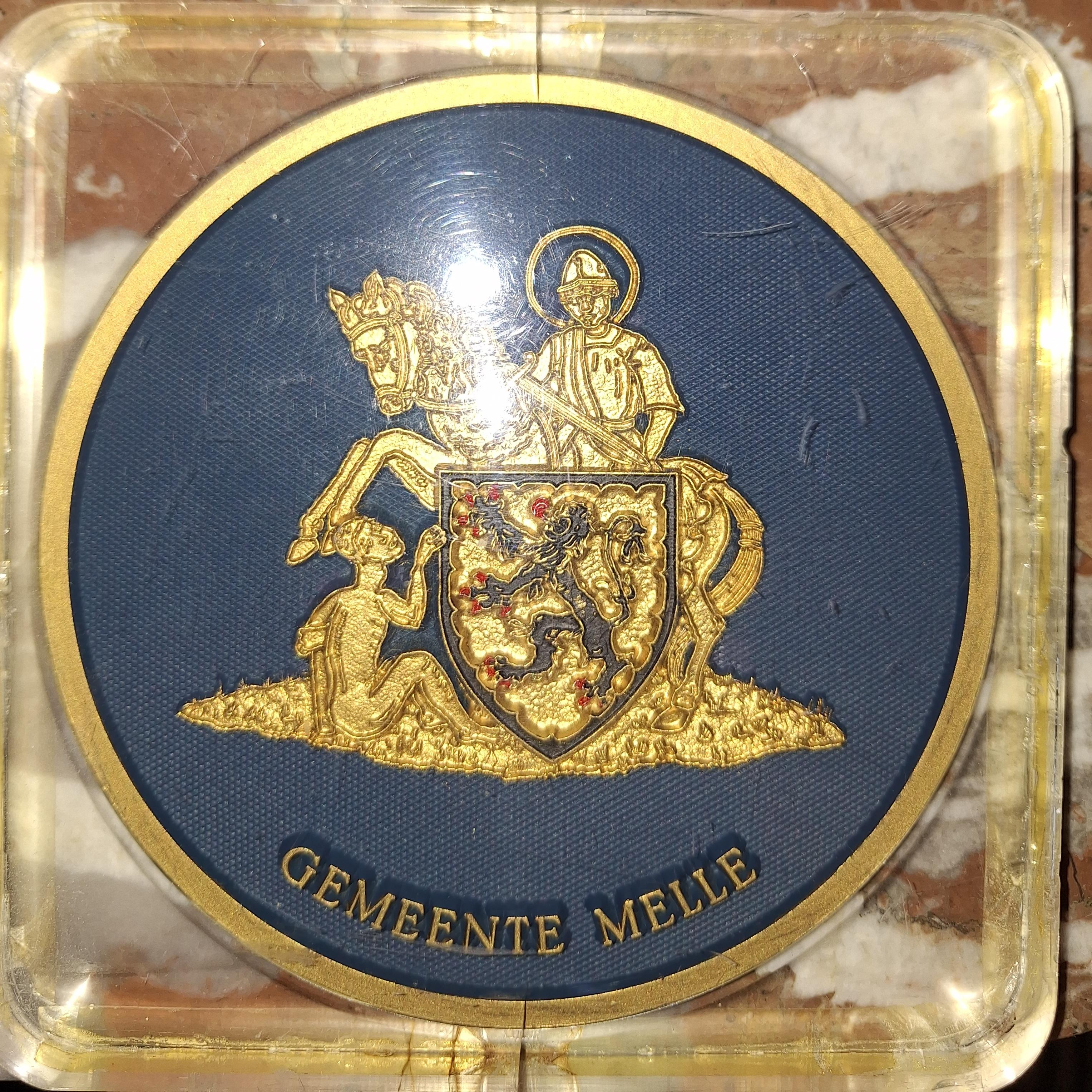
Wapenschild van de gemeente Melle met patroonheilige

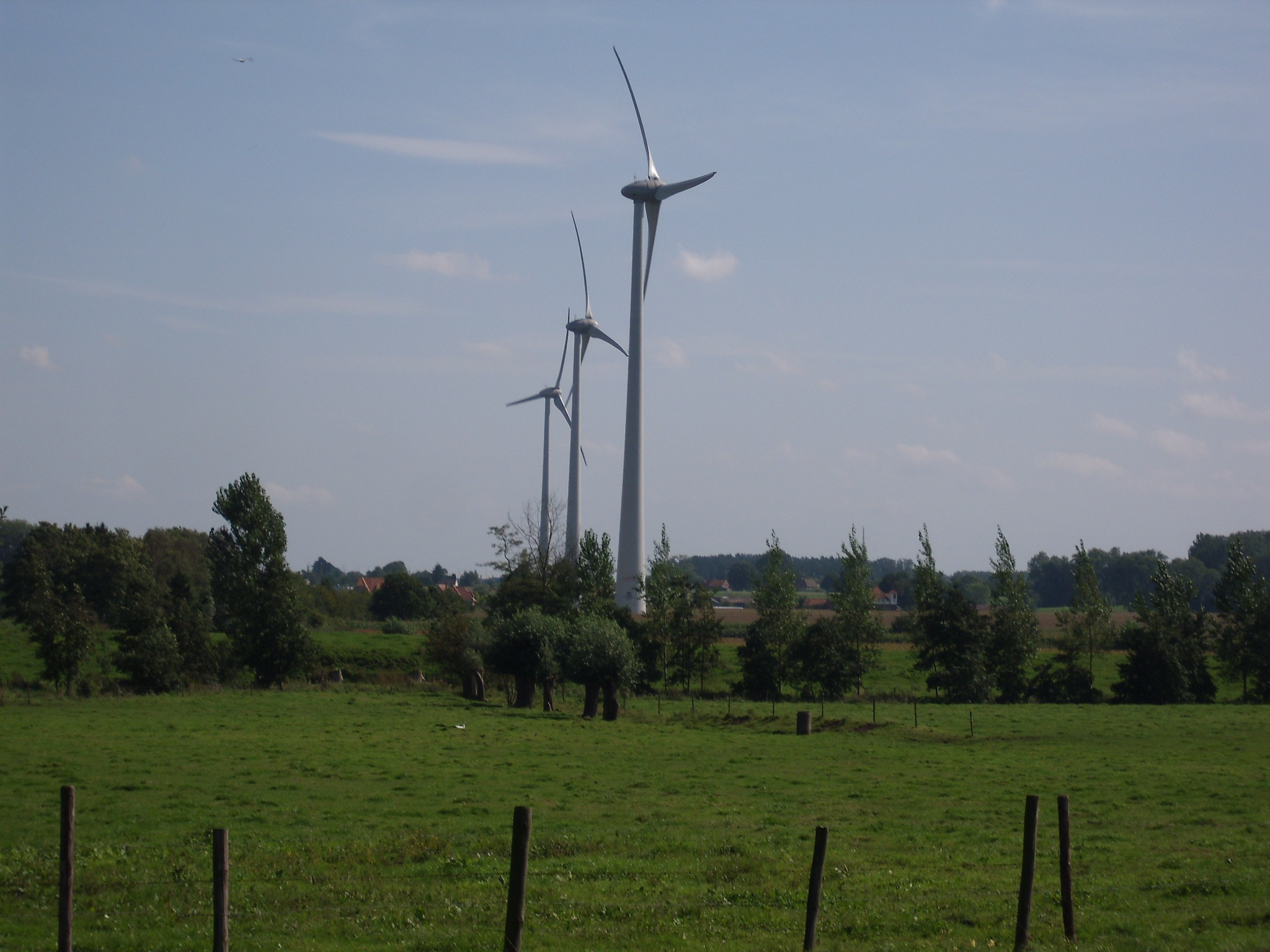
De windmolens van Luminus

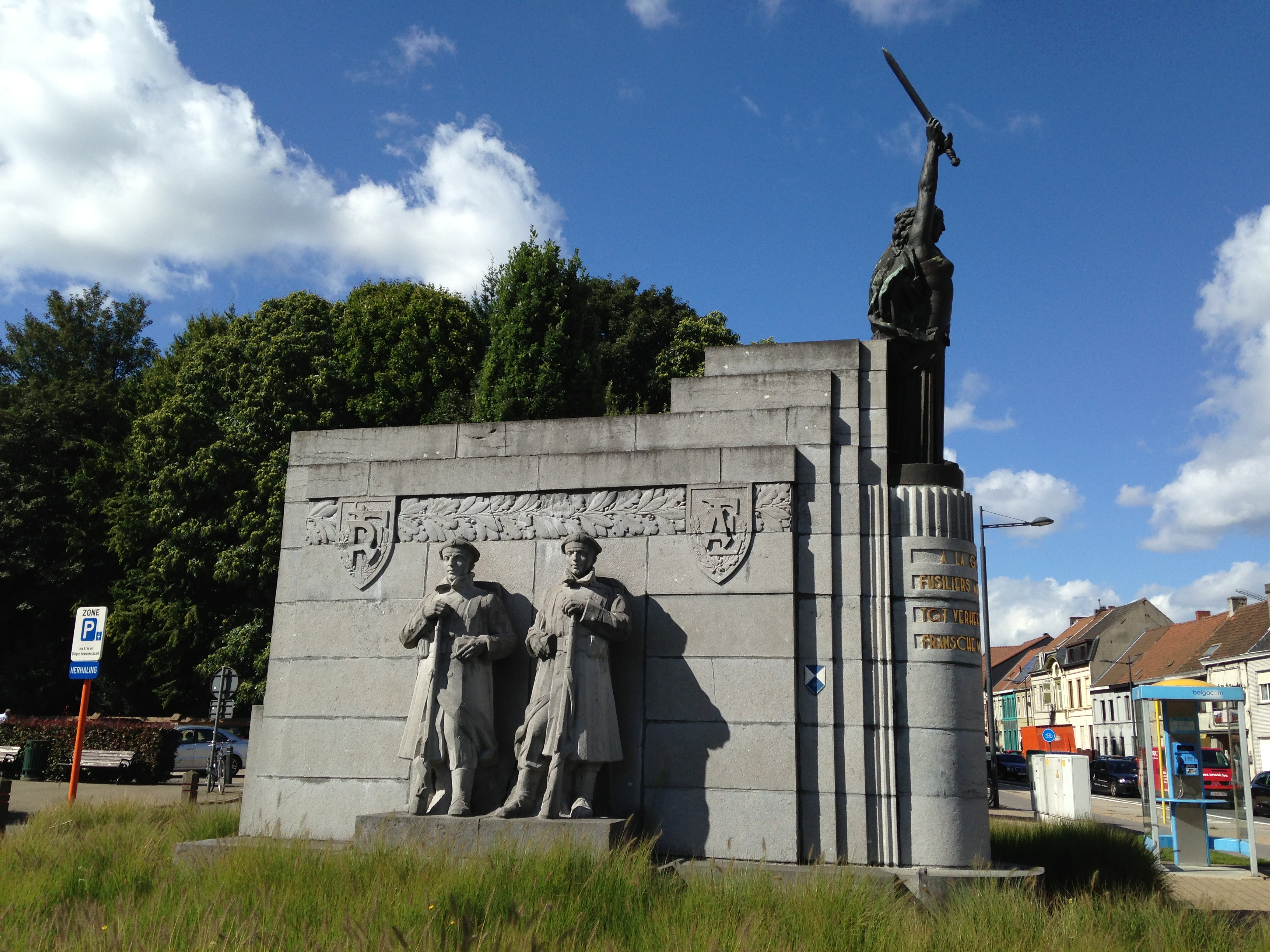
Het monument voor de Franse Vlootmariniers

- Bron:NIS - Opm:1831 t/m 1970=volkstellingen op 31 december; 1976= inwonertal per 31 december

### Demografische ontwikkeling van de fusiegemeente
Alle historische gegevens hebben betrekking op de toenmalige fusiegemeente Melle, inclusief deelgemeenten, zoals ontstaan na de fusie van 1 januari 1977.
- Bronnen:NIS, Opm:1831 tot en met 1981=volkstellingen; 1990 en later= inwonertal op 1 januari

| Inwoners van jaar tot jaar op 1 januari 1992 tot heden | Inwoners van jaar tot jaar op 1 januari 1992 tot heden | Inwoners van jaar tot jaar op 1 januari 1992 tot heden |
| jaar                                                   | Aantal                                                 | Evolutie: 1992=index 100                               |
| ------------------------------------------------------ | ------------------------------------------------------ | ------------------------------------------------------ |
| 1992                                                   | 9.951                                                  | 100,0                                                  |
| 1993                                                   | 9.898                                                  | 99,5                                                   |
| 1994                                                   | 10.014                                                 | 100,6                                                  |
| 1995                                                   | 9.999                                                  | 100,5                                                  |
| 1996                                                   | 10.101                                                 | 101,5                                                  |
| 1997                                                   | 10.123                                                 | 101,7                                                  |
| 1998                                                   | 10.210                                                 | 102,6                                                  |
| 1999                                                   | 10.289                                                 | 103,4                                                  |
| 2000                                                   | 10.349                                                 | 104,0                                                  |
| 2001                                                   | 10.410                                                 | 104,6                                                  |
| 2002                                                   | 10.509                                                 | 105,6                                                  |
| 2003                                                   | 10.570                                                 | 106,2                                                  |
| 2004                                                   | 10.569                                                 | 106,2                                                  |
| 2005                                                   | 10.555                                                 | 106,1                                                  |
| 2006                                                   | 10.585                                                 | 106,4                                                  |
| 2007                                                   | 10.660                                                 | 107,1                                                  |
| 2008                                                   | 10.707                                                 | 107,6                                                  |
| 2009                                                   | 10.722                                                 | 107,7                                                  |
| 2010                                                   | 10.774                                                 | 108,3                                                  |
| 2011                                                   | 10.873                                                 | 109,3                                                  |
| 2012                                                   | 11.016                                                 | 110,7                                                  |
| 2013                                                   | 11.025                                                 | 110,8                                                  |
| 2014                                                   | 11.142                                                 | 112,0                                                  |
| 2015                                                   | 11.135                                                 | 111,9                                                  |
| 2016                                                   | 11.189                                                 | 112,4                                                  |
| 2017                                                   | 11.321                                                 | 113,8                                                  |
| 2018                                                   | 11.574                                                 | 116,3                                                  |
| 2019                                                   | 11.736                                                 | 117,9                                                  |
| 2020                                                   | 11.811                                                 | 118,7                                                  |
| 2021                                                   | 11.782                                                 | 118,4                                                  |
| 2022                                                   | 11.887                                                 | 119,5                                                  |
| 2023                                                   | 11.960                                                 | 120,2                                                  |
| 2024                                                   | 11.981                                                 | 120,4                                                  |

## Politiek
Sinds 2007 is Dirk De Maeseneer (CD&V) burgemeester. Eerste schepen is Frank De Vis (N-VA). Zijn verder eveneens schepen: Dirk Gistelinck (CD&V), Lieselot Bleyenberg (CD&V), Frederik De Buck (CD&V) en Erwin Van Heesvelde (N-VA). Lutgarde Van den Broecke (CD&V) is OCMW-voorzitter.
Burgemeesters van Melle waren:
- 1829-1830 : Charles Coppens
- ...-... : A. van Pottelsberghe de la Potterie
- 1933-1938 : Jozef Van de Vijvere
- 1938-1976 : Henri de Potter d'Indoye (CVP , CVM , PVV)
- 1977-1994 : André Maton (CVP)
- 1995-2006 : Edouard de Potter d'Indoye (VLD)
- 2007-2024: Dirk De Maeseneer (CD&V)

### Resultaten gemeenteraadsverkiezingen van 1976 tot en met 2018
| Partij                                                      | 10-10-1976 | 10-10-1976 | 10-10-1982 | 10-10-1982 | 9-10-1988 | 9-10-1988 | 9-10-1994 | 9-10-1994 | 8-10-2000 | 8-10-2000 | 8-10-2006 | 8-10-2006 | 14-10-2012 | 14-10-2012 | 14-10-2018 | 14-10-2018 |
| Stemmen / Zetels                                            | %          | 21         | %          | 21         | %         | 21        | %         | 21        | %         | 21        | %         | 21        | %          | 21         | %          | 21         |
| ----------------------------------------------------------- | ---------- | ---------- | ---------- | ---------- | --------- | --------- | --------- | --------- | --------- | --------- | --------- | --------- | ---------- | ---------- | ---------- | ---------- |
| CVP1 / CD&V+N-VAA                                           | 47,391     | 11         | 40,551     | 10         | 42,761    | 11        | 30,841    | 7         | 25,171    | 5         | 37,09A    | 8         | 50,25A     | 13         | 46,6A      | 11         |
| VU1 / Vrij MelleB / CD&V+N-VAA                              | 22,661     | 4          | 16,491     | 3          | 9,71      | 1         | 11,96B    | 2         | 21,75B    | 4         | 37,09A    | 8         | 50,25A     | 13         | 46,6A      | 11         |
| AGALEV1 / Vrij MelleB / Sp.a Spirit Groen!C / GPS2 / Groen3 | -          |            | -          |            | 5,671     | 0         | 8,41      | 1         | 21,75B    | 4         | 18,63C    | 4         | 11,372     | 2          | 20,23      | 4          |
| SP1 / Sp.a Spirit Groen!C / sp.a2 / sp.a Jij Maakt Melle3   | -          |            | 10,551     | 2          | 10,111    | 2         | 5,691     | 0         | -         |           | 18,63C    | 4         | 11,252     | 2          | 13,13      | 2          |
| PVV1 / VLD2/ / Open Vld3                                    | -          |            | 10,491     | 1          | 11,21     | 2         | 43,112    | 11        | 53,072    | 12        | 19,722    | 4         | 16,873     | 3          | 20,13      | 4          |
| Gemeentebelangen                                            | -          |            | -          |            | -         |           | -         |           | -         |           | -         |           | 10,26      | 1          | -          |            |
| ONS Melle                                                   | -          |            | -          |            | -         |           | -         |           | -         |           | 24,56     | 5         | -          |            | -          |            |
| CVM                                                         | -          |            | 21,92      | 5          | 20,56     | 5         | -         |           | -         |           | -         |           | -          |            | -          |            |
| GEM BEL                                                     | 29,95      | 6          | -          |            | -         |           | -         |           | -         |           | -         |           | -          |            | -          |            |
| Totaal stemmen                                              | 6717       | 6717       | 7200       | 7200       | 7320      | 7320      | 7341      | 7341      | 7615      | 7615      | 7982      | 7982      | 8011       | 8011       | 8466       | 8466       |
| Opkomst %                                                   |            |            |            |            | 94,81     | 94,81     | 94,3      | 94,3      | 93,32     | 93,32     | 95,65     | 95,65     | 93,81      | 93,81      | 94,2       | 94,2       |
| Blanco en ongeldig %                                        | 4,41       | 4,41       | 3,24       | 3,24       | 2,58      | 2,58      | 3         | 3         | 4,07      | 4,07      | 3,32      | 3,32      | 3,68       | 3,68       | 4,2        | 4,2        |

De zetels van de gevormde coalitie staan vetjes afgedrukt. De grootse partij is in kleur.

Zie voor de verkiezingsresultaten van 2024 en later op Merelbeke-Melle.

## Sport
In Melle spelen voetbalclubs KV Cercle Melle en FC Tenstar Melle in de provinciale reeksen van de KBVB. Damesclub Melle Ladies speelt in de nationale reeksen van het damesvoetbal.
Basketbalclub BBC Selexion Vanneste Melle is gevestigd in de wijk Vogelhoek.

## Bekende Mellenaren
- Adolphe Dechamps (1807-1875), politicus en minister voor de Katholieke Partij
- Victor-Augustus Dechamps, C.Ss.R. (1810 - 1883), kardinaal van de Katholieke Kerk
- Camille Melloy (1891-1941), priester en dichter
- Wim De Craene (1950 - 1990), volksmuzikant
- Tony Bracke, semi-prof wielrenner
- Joke van de Velde, Miss België 2000
- Otto Vergaerde, wielrenner

### Fictief figuur uit Melle
- De man van Melle, gespeeld door tv-figuur Bart De Pauw

## Verbroederingssteden
- Melle (Duitsland)
- Melle (Frankrijk)

## Nabijgelegen kernen
Heusden, Gentbrugge, Kwatrecht, Gontrode, Merelbeke